# Deosugur, Raichur
Deosugur là một làng thuộc tehsil Raichur, huyện Raichur, bang Karnataka, Ấn Độ.